# ファイサーブ・フォーラム
ファイザーブ・フォーラム（Fiserv Forum）は、アメリカ合衆国ウィスコンシン州ミルウォーキーの中心地ダウンタウンにある屋内競技施設。NBAミルウォーキー・バックスの他、大学バスケマーケット大学の本拠地である。

## 概要
バックスはブラッドリー・センターを利用していたが、新アリーナ建設に意欲を示した。2015年にウィスコンシン州下院とウィスコンシン州上院で建設資金援助を承認。スコット・ウォーカー知事が署名を行った。またミルウォーキー市議会でも計画を承認。こうして新アリーナの建設に至った。
アリーナは2016年、マーケット大学との30年契約を2018年から2047年まで契約を交わす。
2016年6月18日、アリーナは起工式が行われ、2018年6月5日に竣工された。

## 命名権
2018年7月26日、バックスは、ウィスコンシン州に本社を置く金融機関向けITサービス企業ファイサーブに25年間の命名権契約を交わした。